# Free (album de Free)
Pour les articles homonymes, voir Free.
Albums de Free
Tons of Sobs
(1968) Fire and Water
(1970)
Singles
1. Broad Daylight
Sortie : 1969
2. I'll Be Creeping
Sortie : 1969

Free est le second album du groupe de blues rock anglais éponyme. Il est paru en octobre 1969 sur le label Island Records et a été produit par son président Chris Blackwell.

## Historique
Cet album fut enregistré entre le 3 janvier et le 6 juin 1969 dans les studios Morgan et Trident à Londres. A part Trouble On Double Time, signé par tous les membres du groupe, tous les autres titres sont l'œuvre de Paul Rodgers et Andy Fraser.
Le flûtiste/saxophoniste du groupe Traffic, Chris Wood joue de la flûte sur Mourning Sad Morning.
Cet album n'entra pas dans les charts. Il sera réédité en 2001 avec 10 chansons en bonus.

## Liste des chansons
- Tous les titres sont signés par Paul Rodgers et Andy Fraser sauf indication.

Face 1
1. I'll Be Creeping - 3:27
2. Songs Of Yesterday - 3:33
3. Lying In The Sunshine - 3:51
4. Trouble On Double Time (Rodgers, Fraser, Paul Kossoff, Simon Kirke)  - 3:23
5. Mouthful Of Grass - 3:36

Face 2
1. Woman - 3:50
2. Free Me - 5:24
3. Broad Daylight - 3:15
4. Mourning Sad Morning - 5:04

Titres bonus réédition 2001
1. "Broad Daylight" – 3.09
2. "The Worm" – 3.03
3. "I'll Be Creepin'" – 2.47
4. "Sugar for Mr. Morrison" – 3.01 - Instrumental
5. "Broad Daylight" (BBC Session) – 3.21 - Enregistré pour la BBC le 17 mars 1969
6. "Songs of Yesterday" (BBC Session) – 3.11 - Idem
7. "Mouthful of Grass" – 3.33
8. "Woman" – 4.00
9. "Trouble on Double Time" – 2.37
10. "Mourning Sad Morning" – 5.10 - Cette version alternative ne contient pas la flûte de Chris Wood, contrairement à la version de l'album régulier.

## Musiciens
Free
- Paul Rodgers : chant
- Paul Kossoff : guitare solo, guitare rythmique
- Andy Fraser : basse, guitare rythmique, piano
- Simon Kirke : batterie

Musicien invité
- Chris Wood : flûte sur Mourning Sad Morning